# Pieter Delbaere
Pierre Marie Joseph Clément (Pieter) Delbaere (Kortrijk, 18 augustus 1882 - Ukkel, 5 januari 1957) was een Belgisch bestuurder.

## Levensloop
Delbaere doorliep zijn humaniora te Kortrijk en volgde vervolgens handelsstudies te Berlijn. 
Na de Eerste Wereldoorlog werd Delbaere aangesteld als afgevaardigd beheerder van de 'West-Vlaamse Heropbouwmaatschappij'. Tevens was hij beheerder van de 'Algemeene Bankvereeniging' en de 'Volksbank van Leuven' en voorzitter van het Vlaamsch Financieel Verbond. Daarnaast was hij in 1926 medestichter van het Vlaams Economisch Verbond (VEV) en was hij betrokken bij de oprichting van de 'Bank voor Handel en Nijverheid'.
Op 3 januari 1945 werd Delbaere voorzitter van het VEV in opvolging van Carlo Gevaert, een mandaat dat hij uitoefende tot 25 november 1952 toen hij werd opgevolgd door Octaaf Engels. Vanuit deze hoedanigheid was hij onder meer betrokken bij de oprichting van de Economische Raad voor Vlaanderen (ERV) op 14 februari 1952. Vervolgens was hij vanaf 1952 ondervoorzitter van het Verbond der Belgische Nijverheid (VBN).